# 6429 Brâncuși
6429 Brâncuși è un asteroide della fascia principale. Scoperto nel 1971, presenta un'orbita caratterizzata da un semiasse maggiore pari a 2,1541207 au e da un'eccentricità di 0,1935396, inclinata di 3,69330° rispetto all'eclittica.
L'asteroide era stato inizialmente battezzato 6429 Brancusi per poi essere corretto nella denominazione attuale.
L'asteroide è dedicato allo scultore rumeno naturalizzato francese Constantin Brâncuși.